# Dystrykt Centralny (Honduras)
Dystrykt Centralny – gmina (municipio) w południowym Hondurasie, w departamencie Francisco Morazán. W 2010 roku zamieszkana była przez około 1,1 mln mieszkańców. Siedzibą administracyjną jest miasto Tegucigalpa – stolica kraju.

## Położenie
Gmina położona jest w środkowej części departamentu. Graniczy z gminami:
- Cedros i Talanga od północy,
- Maraita, San Buenaventura, Santa Ana i Lepaterique od południa,
- Santa Lucía, San Antonio de Oriente, Valle de Ángeles i San Juan de Flores od wschodu,
- Ojojona, Lepaterique, Lamaní i San Antonio de Flores od zachodu.

## Miejscowości
Według Narodowego Instytutu Statystycznego Hondurasu na terenie gminy położone były następujące miejscowości:

- Tegucigapla
- Amarateca
- Azacualpa
- Carpintero
- Cerro Grande
- Coa Abajo
- Coa Arriba
- Cofradía
- Concepción de Río Grande
- El Naranjal
- El Piliguín
- El Tizatillo
- Germania
- Guangololo
- Guasculile
- Jacaleapa
- Jutiapa
- La Calera
- La Cuesta
- La Montañita
- La Sábana
- La Venta
- Las Casitas
- Las Flores
- Las Tapias
- Los Jutes
- Mateo
- Monte Redondo
- Nueva Aldea
- Río Abajo
- Río Hondo
- San Francisco de Soroguara
- San Juancito
- San Juan del Rancho
- San Juan del Río Grande
- San Matías
- Santa Cruz Abajo
- Santa Cruz Arriba
- Santa Rosa
- Soroguara
- Támara
- Villa Nueva
- Yaguacire
- Zambrano